# Саганнурское сельское поселение
Се́льское поселе́ние «Саганнурское» (бур. Сагаан Нуурын hомон) — муниципальное образование в Мухоршибирском районе Бурятии Российской Федерации.
Административный центр — посёлок Саган-Нур.

## История
Статус и границы сельского поселения установлены Законом Республики Бурятия от 31 декабря 2004 года № 985-III «Об установлении границ, образовании и наделении статусом муниципальных образований в Республике Бурятия»

## Население
| 2002  | 2011  | 2012  | 2013  | 2014  | 2015  | 2016  |
| ----- | ----- | ----- | ----- | ----- | ----- | ----- |
| 4402  | ↘4134 | ↘4100 | ↘4079 | ↘4035 | ↘3975 | ↗3997 |
| 2017  | 2018  | 2019  | 2020  | 2021  | 2023  | 2024  |
| ↘3985 | ↗4048 | ↗4088 | ↘4087 | ↘4069 | ↘4058 | ↘4033 |

Население на 1 января 2019 года составляло:  4 088.

## Состав сельского поселения
| № | Населённый пункт | Тип населённого пункта          | Население |
| - | ---------------- | ------------------------------- | --------- |
| 1 | Саган-Нур        | посёлок, административный центр | ↘4033     |